# Mariona Tena
Mariona Tena (Barcellona, 29 ottobre 1982) è un'attrice e modella spagnola, nota per aver interpretato il ruolo di Blanca Silva Torrealba nella soap Sei sorelle (Seis hermanas).

## Biografia
Mariona Tena è nata il 29 ottobre 1982 a Barcellona (Spagna), fin da piccola ha mostrato un'inclinazione per la recitazione.

## Carriera
Mariona Tena si è laureata in Economia e gestione aziendale presso l'Università di Esade. Ha iniziato la sua formazione come attrice presso lo Studio Nancy Tuñón – Jordi Oliver. Ha anche studiato canto, danza classica e contemporanea presso il Karen Taft Dance Center di Madrid, perfezionando poi gli studi in recitazione presso la Neighborhood Playhouse School of the Theatre di New York.
Nel 2008 ha ricoperto il ruolo di Alicia nella serie Percepciones. Nello stesso anno ha interpretato il ruolo di Estefanía nel film Diario de una ninfómana diretto da Christian Molina. Sempre nel 2008 ha interpretato il ruolo di Jenny nel film Embrión diretto da Gonzalo López. L'anno successivo, nel 2009, ha interpretato il ruolo di Shaima nella serie AD. Nello stesso anno ha lavorato con Jordi Évole nel programma Salvados de La Sexta come Attrice infiltrata.
Nel 2010 ha recitato nell'episodio Un motiu per lluitar della serie Ventdelplà. Nello stesso anno ha recitato nella serie Més dinamita. Sempre nel 2010 ha recitato nel film Circuit diretto da Xavier Ribera. Nel 2010 e nel 2011 ha ricoperto il ruolo di Susanna nella serie Gavilanes.
Nel 2013 ha interpretato il ruolo di Mar Azpeitia nella serie Gran Reserva. Nel 2013 e nel 2014 ha ricoperto il ruolo di Lucía "Luci" Martínez nella serie Per sempre (Amar es para siempre).
Dal 2015 al 2017 è stata scelta per interpretare il ruolo di Blanca Silva Torrealba nella soap opera Sei sorelle (Seis hermanas). Nel 2018 ha ricoperto il ruolo di Eva nel film H0us3 diretto da Manolo Munguia.
In teatro ha partecipato come produttrice e attrice alla messa in scena di norway.today di Igor Bauersima, per la regia di Álex Mañas con cui si sono esibiti a Madrid e Barcellona. Ha anche partecipato all'adattamento teatrale del fumetto Amores Minúsculos con il quale si sono esibiti in numerosi spettacoli nella capitale e Helsinki di David Barreiro è stato presentato in anteprima al Teatros Luchana di Madrid.
Nel 2019 ha recitato nella serie La caccia - Monteperdido (La caza. Monteperdido). Nel 2019 e nel 2020 ha interpretato il ruolo di Joanna nella serie El nudo. Nel 2020 ha recitato nella serie Hanna.

## Filmografia

### Cinema
- Diario de una ninfómana, regia di Christian Molina (2008)
- Embrión, regia di Gonzalo López (2008)
- Circuit, regia di Xavier Ribera (2010)
- H0us3, regia di Manolo Munguia (2018)

### Televisione
- Percepciones – serie TV (2008)
- AD – serie TV (2009)
- Ventdelplà – serie TV, episodio Un motiu per lluitar (2010)
- Més dinamita – serie TV (2010)
- Gavilanes – serie TV (2010-2011)
- Gran Reserva – serie TV (2013)
- Per sempre (Amar es para siempre) – serie TV (2013-2014)
- Sei sorelle (Seis hermanas) – soap opera (2015-2017)
- La caccia - Monteperdido (La caza. Monteperdido) – serie TV (2019)
- El nudo – serie TV (2019-2020)
- Hanna – serie TV (2020)

### Cortometraggi
- Breve encuentro, regia di Eric C. Peralta (2007)
- Munchausen, regia di Toño Chouza (2008)
- La despedida, regia di Sergi Vizcaíno (2008)
- De l'amore, regia di Toño Chouza (2009)
- Vietcong, regia di Roger Delmont (2011)
- La casa de cristal, regia di Olaya Pazos (2020)
- Iniquity, regia di Oliver Goodrum (2021)

## Teatro
- I'm gonna keep my babe di Julio León Rocha, diretto da Julio León Rocha e Juan Pérez Román (2012-2013)
- La noche de las flores, serie teatrale del Teatro a Pelo Madrid a Slowtrack (2013)
- Norway.today di Igor Bauersima, diretto da Álex Mañas (2013-2014)
- Amores minúsculos, diretto da Iñaki Nieto (2014-2017) – Eva

## Programmi televisivi
- Salvados (2009) – Attrice infiltrata

## Doppiatrici italiane
Nelle versioni in italiano dei suoi film e delle sue serie TV, Mariona Tena è stata doppiata da:
- Chiara Oliviero[22] in Sei sorelle[23]
- Angela Brusa[24] ne La caccia - Monteperdido[25]

## Riconoscimenti
- Curtas Na Rede
  - 2009: Vincitrice come Miglior attrice per il cortometraggio De l'amore

- Kimera Film Festival
  - 2009: Vincitrice come Miglior attrice per il film Embrión

- Premio Goya
  - 2022: Candidata come Miglior attrice rivelazione[26]